# Метафосфат рубидия
Метафосфат рубидия — неорганическое соединение, соль щелочного металла рубидия и метафосфорной кислоты с формулой RbPO3, бесцветные  кристаллы, образуют полимеры, растворимые в воде, образует кристаллогидрат.

## Получение
- Дегидратацией дигидроортофосфата рубидия:

{\displaystyle {\mathsf {n\ RbH_{2}PO_{4}\ {\xrightarrow {-H_{2}O}}\ (RbPO_{3})_{n}\cdot H_{2}O}}}
- Сплавление хлорида рубидия с дигидрофосфатом аммония:

{\displaystyle {\mathsf {RbCl+NH_{4}H_{2}PO_{4}\ {\xrightarrow {770^{o}C}}\ (RbPO_{3})_{n}+NH_{4}Cl\uparrow +H_{2}O}}}

## Физические свойства
Метафосфат рубидия образует бесцветные кристаллы, моноклинной сингонии, параметры ячейки a = 1,212 нм, b = 0,423 нм, c = 0,648 нм, β = 95°.
Хорошо растворяется в воде.
Метафосфат рубидия полностью полимеризован (RbPO3)n. Коэффициент полимеризации имеет значения порядка ≈100. При резком охлаждении расплава (закалка) коэффициент полимеризации снижается, увеличивается доля циклических полимеров.
Из водных растворов выделяется гидратированный полимер (RbPO3)n•H2O — белые волокнистые кристаллы.